# 胡應嘉
胡应嘉（1524年—1570年），字祈礼，号杞泉，直隸淮安府沐陽縣人，民籍，明朝政治人物。

## 生平
世居淮安府城。祖父胡璉與徐階是同鄉。嘉靖三十一年（1552年）壬子科應天府鄉試第三十六名举人，三十五年（1556年）丙辰科会试三十名，廷试三甲四十五名進士。兵部观政，初任江西宜春县知县，三十八年九月考选吏科给事中，四十三年復除吏科给事中，七月升工科右，十月为副使，册封唐府卫辉王，四十四年二月升兵科左，七月升吏科都给事中。应嘉峭直，恪尽职守，且不畏权势，曾弹劾过侍郎黄养蒙、李登云及布政使李磐、侯一元等，使其劣迹暴露，一一被革职。还曾揭发大学士高拱庇护乡里，执法不公，并趁帝病，私运直庐器物于宫外诸罪。
穆宗嗣位，应嘉请帝御文化殿，与辅政面议大政，以集思广益。穆宗欣然采纳。隆庆元年（1567）正月，吏部尚书杨博负责考核京官，挟私贬斥给事中郑钦、御史胡维新，而庇护乡里，山西人无考核下等者。应嘉弹劾杨博私愤，贬斥言官，包庇同乡。胡惟新亦上疏，揭发杨博考察官吏不公，上下其手，营私舞弊。大学士高拱、徐阶等挟私报复，指责应嘉、惟新“党同官妄奏，拟旨斥为民”，引起舆论哗然。给事中欧阳一敬、辛自修，御史陈联芳等不平，联手俱交奏章营救，指责高拱、徐阶，应嘉遂得以免祸，调任建宁府推官。后任湖广布政司左参议等职，仍一如既往，直道不诬。应嘉居言官，主张仗义执言，不能“挟私妄论邪正臧否”，并断言“忠直者，必正人也；谄谀者，必小人也。”应嘉是当时号称“敢言”、“忠直”的贤臣，奸官视之若虎。后高拱重新柄政，驚怖而卒。晚年汇编《科甲奏疏》。

## 家族
曾祖胡綱，封刑部主事贈都察院右副都御史；祖父胡璉，曾任戶部右侍郎兼都察院左僉都御史；父胡效忠，曾任知縣、順天府通判。母佟氏。兄應恩（知县）、應捷、應徵（舉人）、弟應采、應守（生员）、應橋。